# (26817) 1987 QB
(26817) 1987 QB est un astéroïde Amor découvert en 1987.

## Description
(26817) 1987 QB a été découvert le 25 août 1987 à l'observatoire Palomar, situé au nord de San Diego en Californie, par Stephen Singer-Brewster.

### Caractéristiques orbitales
L'orbite de cet astéroïde est caractérisée par un demi-grand axe de 2,80 UA, un périhélie de 1,14 UA, une excentricité de 0,59 et une inclinaison de 3,50° par rapport à l'écliptique. Du fait de ces caractéristiques, à savoir un périhélie compris entre 1,017 et 1,3 UA, il est classé comme astéroïde Amor, une famille d'astéroïdes géocroiseurs, croisant l'orbite de la Terre.

### Caractéristiques physiques
(26817) 1987 QB a une magnitude absolue (H) de 19,2 et un albédo estimé à 0,260.